# Tetragnatha macilenta
Tetragnatha macilenta là một loài nhện trong họ Tetragnathidae.
Loài này thuộc chi Tetragnatha. Tetragnatha macilenta được miêu tả năm 1872 bởi L. Koch.